# Miodrag Vesković
Miodrag Vesković (in serbo Миодраг Весковић?; Sarajevo, 23 settembre 1950) è un allenatore di pallacanestro jugoslavo, dal 2006 serbo.